# Sidi Sané
Sidi Guéssor Sané (ur. 21 kwietnia 2003 w Essen) – niemiecki piłkarz senegalskiego pochodzenia, występujący na pozycji napastnika w niemieckim klubie Eintracht Brunszwik.
Sané, jest wychowankiem Schalke 04 Gelsenkirchen.